# アメリカン・シアター・ウイング

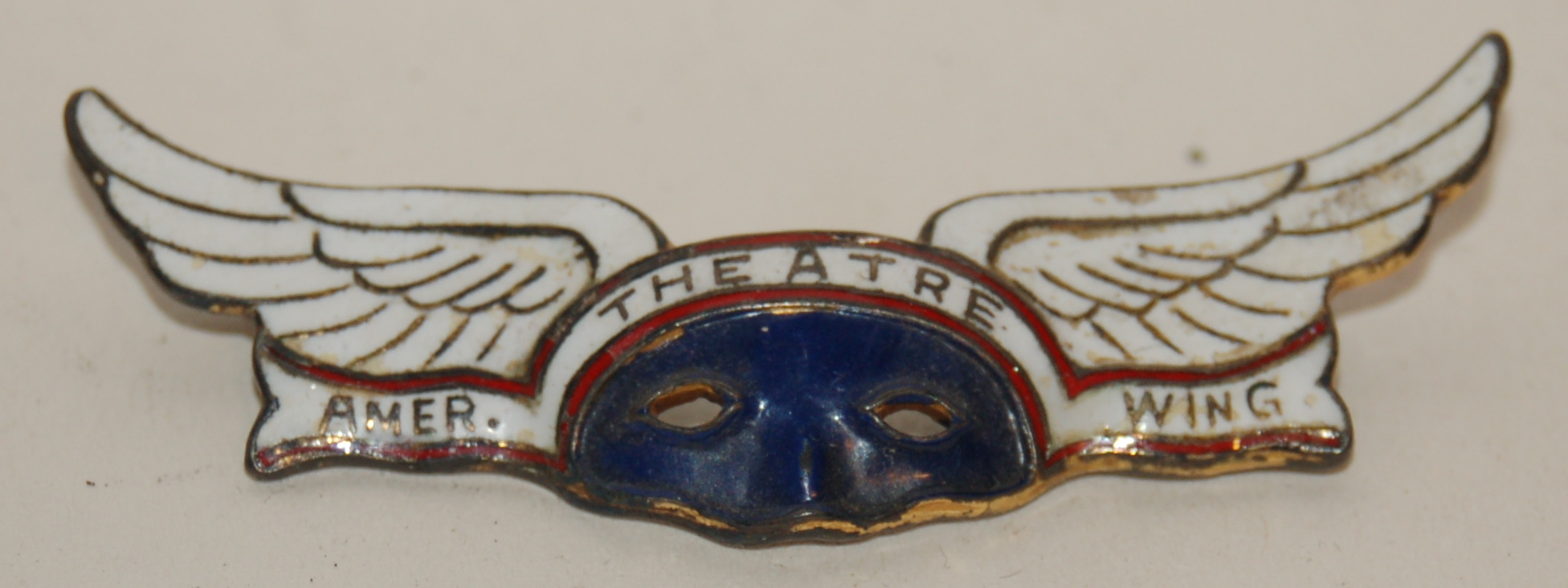
襟章

アメリカン・シアター・ウイング略してザ・ウイング（英語: American Theatre Wing略して英語: the Wing）は、アメリカ合衆国ニューヨークを拠点とする非営利団体。舞台芸術の向上および教育の支援に貢献することを理念としている。第一次世界大戦中、舞台女性戦争救援として知られ、のちに現在の名のもとで第二次世界大戦連合国救援基金の一部となった。舞台芸術に授与されるトニー賞を創設および後援している。

## 背景

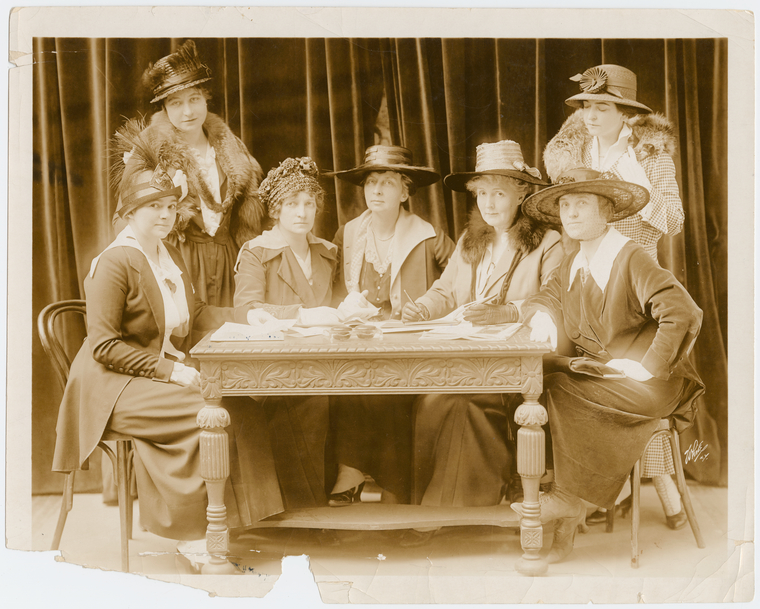
Stage Women's War Reliefの創立メンバー。左からメアリー・カークパトリック、ドロシー・ドネリー、ジェシー・ボンステル、レイチェル・クロザース、エリザベス・タイリー、メアリー・バドリー、エレノア・ゲイツ

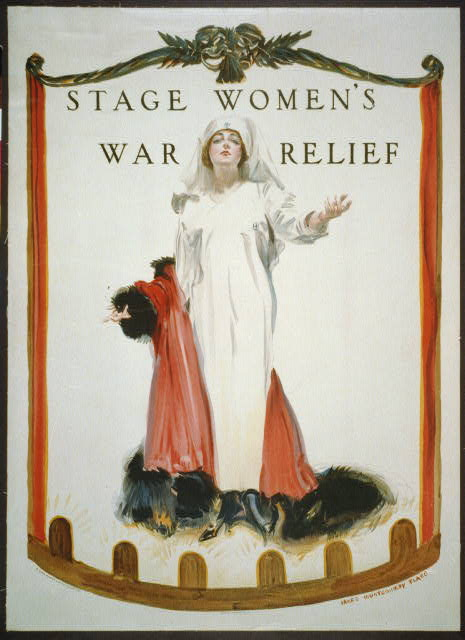
1918年、ジェームズ・モンゴメリー・フラッグによるStage Women's War Reliefのポスター

### 舞台女性戦争救援
1917年、Stage Women's War Reliefは戦争遂行の支援するための慈善寄付を組織するため創立された。脚本家で演出家のレイチェル・クロザースに率いられ、女優で脚本家のルイズ・クロッサー・ヘイル、女優のドロシー・ドネリー、ジョセフィン・ハル、ミニー・デュプリー、エリザベス・タイリー、ルイス・ドリューらが創立した。この組織は総生産量1,863,645着となる制服や様々な衣服の縫製作業部屋を設置し、衣服や食料の収集センターも設置し、自由公債を販売し、ブロードウェイに軍人のための食堂を開設した。ニューヨーク公共図書館本館の外側に仮設のリバティ・シアターを設置し、資金集めのための慈善興業も行なった。戦争遂行のために合計700万ドル近くの資金を調達した。

### 連合国救援のためのアメリカン・シアター・ウイング

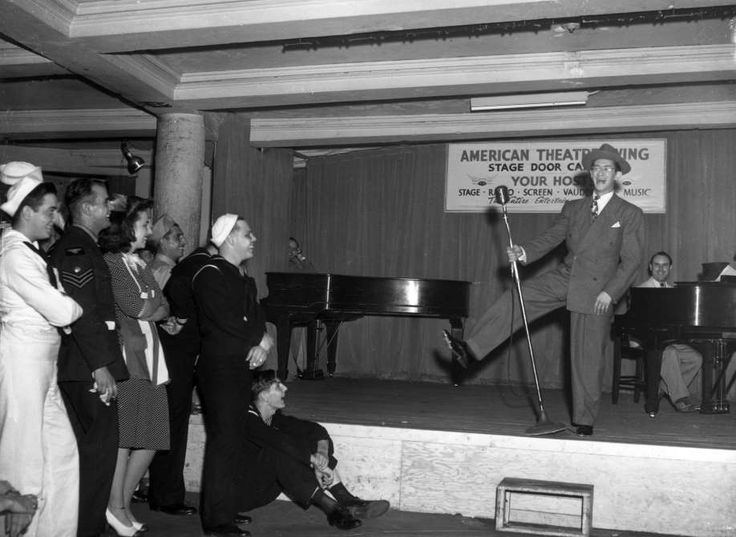
1942年、ニューヨークのステージドア・キャンティーンでの公演を観劇する軍人たち

1939年の第二次世界大戦開戦直後、1940年1月、レイチェル・クロザースはイギリス戦争救援協会の支部として舞台女性戦争救援を再建し、この時アメリカン・シアター・ウイング(ATW)という名を採用した。この再建された組織の創立メンバーにはアントワネット・ペリー、ジョセフィン・ハル、ガートルード・ローレンス、テレサ・ヘルバーン、ヴェラ・アレンなどがおり、ルイーズ・ハイムス・ベックが初代常務取締役となった。海外にいるイギリス人たちに送るため、そしてアメリカ国内のヨーロッパからの避難者を救済するための資金集めおよび衣服の寄付を組織し始めた。当初30ロックフェラー・プラザの2室で活動していた。最初の数ヶ月間、複数の企業に寄付を募り、女性および子供向けコート1,000着、コーヒー4,000ポンド (1,800 kg)、医療用品、その他の衣料や資材などをアメリカの実業家らからイギリスの人々へ寄付することに成功した。それからすぐにタルラー・バンクヘッド、レイ・ボルジャー、クレア・ブース、イルカ・チェイス、リン・フォンタン、ヘレン・ヘイズ、バージェス・メレディス、コーネリア・オーティス・スキナー、クリフトン・ウェッブなど男性も女性も参加するようになった。1941年、アメリカ合衆国が参戦し、アメリカ軍の戦争遂行に焦点を移行した。

#### ステージドア・キャンティーン
ペリー、ハイムス、ベック、クロザースが中心となり、ニューヨークにアメリカ軍人を慰労するためステージドア・キャンティーンを開設した。最初のキャンティーンは44番街劇場の地下で、同様のエンタメおよび食事の施設はロサンゼルス、ボストン、ワシントンD.C.、フィラデルフィア、クリーヴランド、ニューワーク、サンフランシスコ、そして海外のロンドンおよびパリに設置された。アメリカのキャンティーンは女性軍人は立入禁止であったが、ヨーロッパはそうではなかった。
ローレン・バコールはニューヨークのステージドア・キャンティーンでホステスとして働き、アルフレッド・ラントやリン・フォンタンが皿洗いやコーヒーの給仕をしていた。アンドリューズ・シスターズが度々出演していた。ステージドア・キャンティーンは1942年の毎週放送のラジオ番組や1943年の映画『ステージドア・キャンティーン』で全国的なポピュラー・カルチャーとなった。

### 第二次世界大戦以降、現在のアメリカン・シアター・ウイング
第二次世界大戦後、帰還した退役軍人およびその家族を支援するコミュニティ・プレイヤーズを創立した。コミュニティ・プレイヤーズの共同会長の1人はステージドア・キャンティーンで活動していたキャサリン・コーネルであった。
終戦により、アメリカ合衆国の舞台についてのゼミナールの実施、多額の奨学金や助成金の供給に専念するようになった。1947年、題1回アメリカ舞台芸術会議(FACT)を後援した。また前年の1946年に亡くなった共同創立者で戦時に会長であったアントワネット・ペリーの名を冠したアメリカン・シアター・ウイング・アントワネット・ペリー賞舞台芸術賞あるいは略してトニー賞を創立し、現在も後援し続けていることで知られている。1950年から1951年に会長であったハイムス・ベックが第1回トニー賞の組織監督の責任者となった。
当初、トニー賞授賞式はラジオとテレビでニューヨーク市内のみで放送されていた。1967年、アメリカ舞台芸術製作者協会(現ブロードウェイ・リーグ)と提携し、テレビで全国放送されるようになった。
1965年から1998年、イザベル・スティーヴンソンが代表取締役を務め、退任後から2003年、理事長を務めた。人道的あるいは慈善的な偉業に対するイザベル・スティーヴンソン賞にその名が付けられた。これはトニー賞にとって、映画芸術科学アカデミーにおけるジーン・ハーショルト友愛賞に相当する。
サンドラ・ギルマンがスティーヴンソンの後継で会長となり、2004年から2008年、ダグ・リーズが代表取締役を務めた。4年間の任期が満了し、2008年から2012年、テオドア・チャピンが両役職を引き継いだ。2012年から2016年、トニー賞衣裳賞受賞者ウィリアム・アイヴィ・ロングが会長を務め、以降ピューリッツァー賞受賞脚本家デイヴィッド・ヘンリー・ウォンがこれを引き継いだ。現在アンジェラ・ランズベリーが名誉会長を務め、ヘザー・A・ヒッチェンズが代表取締役および会長を務めている。
トニー賞以外にも以下の一連のプログラムを運営している。
- ロングランのテレビ番組『"Working in the Theatre"』では舞台関連の熟練者を特集している。
- YouTubeチャンネルで舞台関連のセミナーや考察の音声や動画のアーカイブを無料で公開している。
- ジョナサン・ラーソン助成金はミュージカルの新進制作者を支援している。
- 全米シアター・カンパニー助成金はアメリカ舞台芸術の質、多様性、力強さを強化する目的で特異な活動、啓発、アーティストのコミュニティの育成をする劇団や組織に支援をする。
- スプリングボードNYCは俳優のキャリアのためのトレーニングをする。
- シアター・インターン・ネットワークはニューヨークの舞台実習者のための親睦およびプロのネットワーク組織である。